# Sphaerocera temboensis
Sphaerocera temboensis är en tvåvingeart som beskrevs av Vanschuytbroeck 1959. Sphaerocera temboensis ingår i släktet Sphaerocera och familjen hoppflugor.
Artens utbredningsområde är Kongo. Inga underarter finns listade i Catalogue of Life.